# Região de North Slave
A Região de North Slave é uma das 5 regiões administrativas dos Territórios do Noroeste, Canadá. A região consiste em 7 comunidades com as respectivas sedes em Behchoko e Yellowknife. Com exceção de Yellowknife, as comunidades são predominantemente Primeiras Nações.

## Comunidades
- Behchoko
- Dettah
- Gamèti
- N'Dilo
- Wekweeti
- Whatì
- Yellowknife (capital)